# Ford Scorpio
Ford Scorpio je osobní automobil vyšší střední třídy s pohonem zadních kol vyráběný továrnou Ford v Kolíně nad Rýnem od jara 1985 do léta 1998. K dispozici byly ale i verze s pohonem všech kol. Model Scorpio byl nástupcem modelu Ford Granada. Byl uveden na evropský trh v roce 1985 po téměř 10letém vývoji pod kódovým označením GRETA.
Z hlediska konstrukce se jednalo o průlomový model s pohonem zadních kol, neboť při vývoji bylo použito v dosud nevídané míře počítačů a technologie CAD. Z hlediska evropského trhu se jednalo o vlajkovou loď automobilky Ford, která přímo navazovala na předchůdce Ford Granada. Ve Velké Británii si model zachoval původní označení Granada, s přídavkem MkIII., až do roku 1994, kdy se výrobce přiklonil k názvu Scorpio pro celý kontinent.
Tehdy také došlo k zásadnímu redesignu vozu, jež se stal předmětem silných kontroverzí: zejména přední partie vozu s kulatými světly a širokou maskou byly popisovány jako připitomělé, navozující dojem ryby, žáby nebo hmyzu; něčeho, co David Attenborough objevil ve vlhké jeskyni na Borneu; jistému německému deníku maska vozu dokonce připomínala Güntera Verheugena.
V USA se model prodával jako Merkur Scorpio, a to v jediné specifikaci s motorem V6 a ve výbavě odpovídající evropské verzi Ghia. V nabídce karoserií byl Ford typicky štědrý a první model do roku 1994 nabízel jako 5dveřový hatchback, čtyřdveřový sedan a prostorné kombi s označením Turnier. Nový model 1994–1999 pak jen jako sedan nebo kombi.
Nabídka motorů kopírovala to, co měl Ford aktuálně k dispozici – tedy většinou se jednalo o agregáty zděděné po starších modelech a průběžně zlepšované. Z hlediska použité techniky se u Scorpia jednalo o zvětšenou kopii modelu Ford Sierra.

## Vývoj modelu v datech
- 1985: uvedení na trh s motory 1.8, 2.0, 2.0i, 2.8i a 2.5d

- 1987: drobné retuše v interiéru, inovace klíče zapalování na legendární Fordův šestihran, verze 4×4 v nabídce, u motoru V6 v nabídce uzávěrka diferenciálu, na konci roku pak zahájení prodeje v USA pod názvem Merkur Scorpio (Sierra se v USA prodávala jako XR4Ti v letech 1985 – 89) – vše přes síť FLM (Ford Lincoln Mercury).

- 1989: zavedení katalyzátorů do nabídky, vylepšená přístrojová deska, zavedení motoru 2.0 DOHC, inovace motoru 2.5d přidáním turbodmychadla, 6/89 ukončení importu Scorpia i Sierry do USA.

- 1990: první facelift zahrnující jiný tvar zpětných zrcátek, nárazníků, označení výbavy, tvar světlometů a přední masky, uvedení sportovně laděného modelu Cosworth

- 1992: druhý facelift zahrnující opět změnu tvaru a velikosti světlometů a nárazníků, přepracování interiéru, zlepšení systému ABS a především zavedení modelu kombi pod názvem Tournier.

- 1993: zavedení airbagu řidiče a spolujezdce do výbavy, brzdový systém převzatý z modelu Ford Mondeo, další dílčí vylepšení turbodieselu

- 1995: nový model, jedná se fakticky o rozvíjení původní myšlenky, tj. značných retuší na původní technickém základě. Design vzbuzující rozporuplné reakce a v podstatě počátek konce Scorpia.

- 1997/8: nabídka benzínových motorů se omezuje jenom na 2.3 16v a V6 2.9 24v Cosworth, drobné retuše na světlometech a masce chladiče. neustále klesající prodeje.

- 1998: vyrobeno posledních 500 exemplářů. Scorpio odešlo ze scény bez přímého nástupce a roli vlajkové lodi převzal na evropském trhu model Ford Mondeo

## Použité motorizace
- Pinto: motory konstrukce OHC, obsah 1800 – 2000 cm³, zpočátku využívaly k přípravě směsi elektronicky ovládané karburátory Pierburg(1796 cm³) a Weber(1993 cm³), posléze byly 2L motory opatřeny vstřikováním Bosch L-Jetronic(označovány jako EFI=Electronic Fuel Injection) s řídící jednotkou Ford Motorcraft.

- DOHC: řada 2000, zpočátku jako 8ventilový motor se dvěma vačkami, později jako verze 16v. V moderní historii Fordu v Evropě se jedná zřejmě o nejvydařenější agregát, vynikající i dnes robustností, dlouhým kilometrovým proběhem a relativně příznivou spotřebou. Zřídka lze nalézt i motory DOHC, používající k přípravě směsi karburátor Weber.

- Cologne: motory V6 s obsahem 2.8 s rozvodem OHV, montované již od poloviny 70. let do modelů Ford Zephyr, Ford Cortina, Ford Granada, ale i do vozidel Saab. Koncem 80. let z tohoto motoru vznikly dvě další verze a to 2.4i a 2.9i, vybavené elektronickým vstřikováním a lambda sondou.

- Cosworth: V6 2.9 24v, o výkonu 195 KS do r. 1995 a 207 KS od r.1995 – 1998. Oceňován byl výkon a vyrovnanost běhu, méně již servisní práce a časté drobné poruchy na elektronice.

- Diesel: motory 2.5d a 2.5td, v průběhu výroby několikrát modernizovány. Výkonová škála od 69 do 125 k.

Jednotlivé motory měly vždy několik výkonových verzí, v závislosti na aktuálních emisních nařízeních a modelové politice výrobce v té které zemi. Zajímavostí jistě bylo použití verze 4x4, na jejímž vývoji se podílela významná firma v tomto oboru Ferguson.

## Varianty výbavy
Standardně se do vozů Scorpio montoval systém ABS – vůbec jako do prvního na světě tento systém figuroval již v základní verzi.
- CL: v Anglii též TX, standardní výbava s textilním čalouněním a mechanickým ovládáním oken a polohovatelným volantem, zrcátek atd. možnost doobjednat pouze střešní okno a posilovač řízení (od modelového roku 1992 standard). U verze kombi standard roletka v zavazadlovém prostoru.

- GL: v Anglii též GLS, GLX – luxusnější verze obsahující již centrální zamykání, tónovaná skla, výškově stavitelný sedák řidiče, palubní počítač ( s ohledem na rok výroby.... ), je možné doobjednat sadu spoilerů ze značkového příslušenství RS, kožené čalounění, atd.

- Ghia: v Anglii také jako Scorpio X nebo Ghia X, kompletní elektrická výbava, kožené čalounění, vyhřívaní čelního skla, klimatizace a tempomat

- Merkur: verze pro USA, pouze s motorem V6 a v kompletní výbavě, importováno pouze mezi 9/87 – 6/89 a to v celkovém počtu 13 000 ks.

- Saphir: modelové roky 1991 a 1992, vycházel s výbavy GL a nabízel metalické laky a imitaci dřeva v obložení interiéru, přední mlhovky

- Topas: pouze s motorem 2.0 DOHC a to v letech 1990 až 1995,mimo kožených sedaček jako Ghia, navíc však s předními sedačkami Recaro, poprvé ve standardu 2 airbagy.

- Ghia Ultima, Ghia Executive: výbavy z konce života modelu, jednalo se o kompletně vybavená auta u kterých se marně hledala příplatková položka....

- Optional, Style: poslední 2 modelové roky, standardně klimatizace, kola z lehkých slitin, elektricky ovládané sedačky s masážní funkcí od Recaro, chromové ozdoby, atd.

## Zajímavosti
Technický základ vozu posloužil jako základ zajímavých konstrukcí malých firem a karosáren zejména z Velké Británie, např. Coleman Milne Cardinal nebo Fearghas Quinn jsou pohřební vozy; dále např. Sebring TMX, Reliant/Middlebridge GTE, Marcos Mantula/Martina atd.

## Galerie
| Ford Scorpio (Granada) hatchback (1985–89) | Ford Scorpio sedan a Turnier (1989–92) | Ford Scorpio sedan (1995–1997) | Ford Scorpio Turnier (1995–1997) | Ford Scorpio sedan (facelift 1998) |
| ------------------------------------------ | -------------------------------------- | ------------------------------ | -------------------------------- | ---------------------------------- |